# Élie Benoît

Traité dogmatique et historique, 1703

Élie Benoît o Benoist (Parigi, 20 gennaio 1640 – Delft, 15 novembre 1728) è stato uno storico e teologo francese.

## Biografia
Figlio di François Benoist, concierge dell'albergo Maison de La Trémoille, e di Marie Calderone, fu ammesso a nove anni al collège d'Harcourt. Aveva una predilezione per i classici e passò poi al collège de Montaigu e al collège de la Marche per studiare filosofia.
Fu poi a Montauban e verso il 1664 esercitò il ministero a Beauce; nel 1665 si trasferì ad Alençon. Era considerato un importante esponente della Riforma e fu perseguitato dai cattolici. Dopo l'editto di Fontainebleau, si rifugiò nei Paesi Bassi e rimase a Delft fino alla morte avvenuta all'età di 88 anni nel 1728.

## Opere
- (LA) Elie Benoist, Traité dogmatique et historique des edits et des autres moiens spirituels et temporels, de l'Imprimerie royale.
- (LA) Elie Benoist, Traité dogmatique et historique des edits et des autres moiens spirituels et temporels. Supplement, A Paris, Jean Anisson, 1703.